# Скилпарио
Скилпарио (итал. Schilpario) је насеље у Италији у округу Бергамо, региону Ломбардија.
Према процени из 2011. у насељу је живело 977 становника. Насеље се налази на надморској висини од 1108 м.

## Становништво
Према резултатима пописа становништва 2011. у општини је живело 1.250 становника.
| 1931. | 1936. | 1951. | 1961. | 1971. | 1981. | 1991. | 2001. | 2011. |
| ----- | ----- | ----- | ----- | ----- | ----- | ----- | ----- | ----- |
| 1.694 | 1.505 | 1.835 | 1.801 | 1.699 | 1.441 | 1.343 | 1.302 | 1.250 |